# هبشانة (حريب)

تعديل مصدري - تعديل

هبشانة هي إحدى قرى عزلة ال عقيل بمديرية حريب التابعة لمحافظة مأرب، بلغ تعداد سكانها 231 نسمة حسب تعداد اليمن لعام 2004.